# Hans-Joachim Hartnick
Hans-Joachim Hartnick (Wormlage, Großräschen, 12 de gener de 1955), va un ciclista alemany que va defensar el colors de la República Democràtica Alemanya. Del seu palmarès destaquen un Campionat del Món en contrarellotge per equips, i una medalla de plata als Jocs Olímpics de Moscou de 1980.

## Palmarès
- 1974
  - Campió de la RDA en ruta
  - 1r a la Volta a la RDA i vencedor de 2 etapes
  - Vencedor de 2 etapes a la Cursa de la Pau
- 1975
  - Campió de la RDA en ruta
  - 1r a la Volta a la RDA i vencedor d'una etapa
  - Vencedor d'una etapa a la Cursa de la Pau
- 1976
  - 1r a la Cursa de la Pau
  - 1r al Tour de Valclusa
- 1977
  - 1r a la Rund um Berlin
- 1978
  - 1r a l'Internatie Reningelst
- 1979
  -  Campió del món en contrarellotge per equips (amb Falk Boden, Bernd Drogan i Andreas Petermann)
  - 1r a la Volta a Turíngia
  - Vencedor d'una etapa a la Volta a la RDA
- 1980
  -  Medalla de plata als Jocs Olímpics de Moscou en Contrarellotge per equips (amb Falk Boden, Bernd Drogan i Olaf Ludwig)
- 1981
  - 1r a la Praga-Karlovy Vary-Praga
  - 1r al Tour de l'Yonne
  - Vencedor d'una etapa a la Volta a la RDA